# Information technology outsourcing
Pour les articles homonymes, voir ITO.
L'information technology outsourcing (ITO) désigne la sous-traitance par une entreprise de travaux liés à l'informatique, tels que le développement de logiciel, à d'autres sociétés.
Il est utilisé en référence au business process outsourcing (BPO) qui est l'externalisation des processus métier.